# Boston Herald
Boston Herald es un periódico diario de Boston (Massachusetts). Fue fundado en 1846 y es uno de los diarios más antiguos de los Estados Unidos.

## Premios Pulitzer
- 1924. Premio Pulitzer: Editorial, por Frank W. Buxton[2]
- 1927. Premio Pulitzer: Editorial, por F. Lauriston Bullard[2]
- 1949. Premio Pulitzer: Editorial, por John H. Crider[2]
- 1954. Premio Pulitzer: Editorial, por Don Murray[2]